# Султана Суружон
Султана Сабитай Суружо̀н е българска художничка от еврейски произход.

## Биография
Родена е на 12 май 1904 г., според други източници през 1900 г., в Нови пазар, по-голяма сестра е на цигуларя Леон Суружон. През 1927 г. завършва живопис при Цено Тодоров и декорация при Харалампи Тачев в Държавната художествена академия. През 1931 г. става член на Дружеството на жените художнички, дружество „Родно изкуство“ и в това на Южнобългарските художници. През 1932 г. се изявява в сдружението „Художници евреи в България“. От 1933 г. е член на художествения комитет на еврейското културно дружество за литература и изкуство „Пробуда“. През 1938 г. заминава за Париж, където е приета в Дружеството на френските независими художници и участва в изложба в Гран пале с три композиции на голи тела. От 1953 г. се установява в Тел Авив, Израел. Загива в автомобилна катастрофа на 18 януари 1962 г. в Бат Ям.

## Творчество
Султана Суружон рисува предимно портрети, голи тела, натюрморти и пейзажи. Творбите ѝ изразяват богата емоционалност, изразена с меки пастелни тонове. Централно място в творчеството ѝ заема образът на жената. През 1931 г. участва в обща художествена изложба в София и в изложбата на жените художнички. През 1965 г. е организирана посмъртна изложба в Тел Авив. През 1955 г. участва в колективна изложба, с още двама художници, в Барселона, а през 1957 г. в обща художествена изложба на израелските художници в Тел Авив. Нейни творби са част от колекциите на Националната художествена галерия в София, Софийската градска художествена галерия, музея в Тел Авив, както и в много частни колекции в Израел, България, Испания, Швейцария, Канада, САЩ и Бразилия.
По-известни нейни творби са:
- „Майка с дете“ (1932)
- „Автопортрет“ („Тоалет“, 1932)
- „Голи женски тела“ (1946)